# Wolff Lévitan
Pour les articles homonymes, voir Levitan.
 Wolff Lévitan, né le 2 décembre 1885 à Misnitz (Myszyniec), en Russie (aujourd'hui en Pologne) et mort le 26 avril 1965 dans le 16e arrondissement de Paris, est un entrepreneur français, fondateur du magasin Lévitan, à Paris.

## Biographie

### Jeunesse et famille
Wolff Lévitan naît le 2 décembre 1885 à Misnitz, en Russie, aujourd'hui en Pologne.
Il épouse Berthe Bleustein (sœur de Marcel Bleustein-Blanchet), née le 17 octobre 1894 dans le 18e arrondissement de Paris et morte le 5 décembre 1959 dans le 16e arrondissement de Paris. Ils ont deux enfants dont Jacqueline Myriam Lévitan (épouse Bokanowski).
Il est l'oncle d'Élisabeth Badinter.

### Le magasin Lévitan

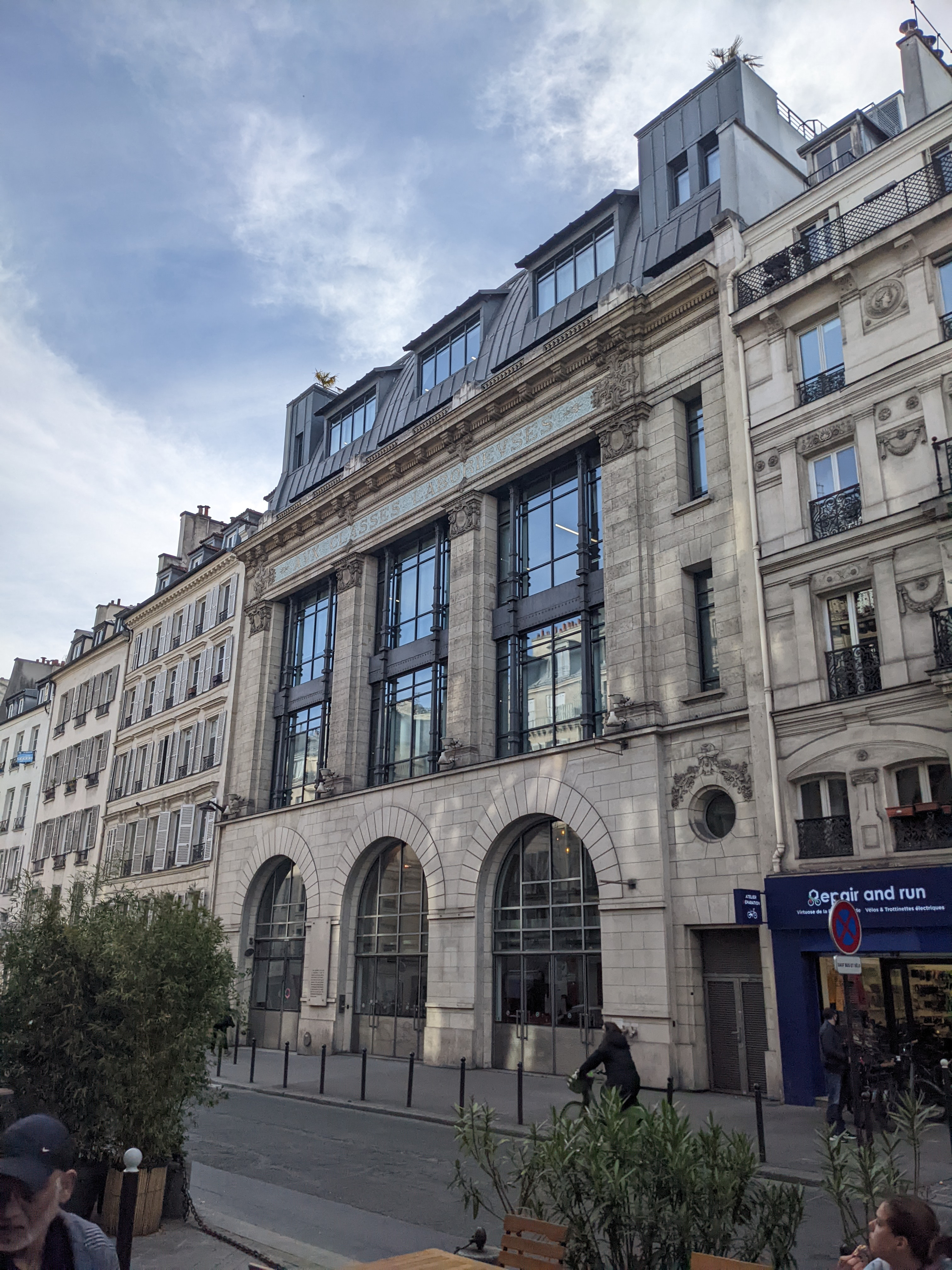
Anciens magasins Lévitan.

Le magasin Aux Classes Laborieuses  au 85 rue du Faubourg-Saint-Martin est installé depuis 1899 dans le 10e arrondissement de Paris.
La société anglaise Aux Classes Laborieuses Limited achète un immeuble situé au 46-48 boulevard de Strasbourg puis, peu après, l’immeuble au dos de celui-ci.
Le magasin vend des textiles, des tissus d’ameublements, des vêtements, des jouets, de la vaisselle, etc. Il fait partie des grands magasins de l’époque. Le nom Aux Classes Laborieuses vient du fait que les produits sont vendus à prix bas, à la classe populaire.
À la suite de la Première Guerre mondiale, l'entreprise doit louer le bâtiment quelque temps, puis le vendre. En 1920, Wolff Lévitan acquiert l'immeuble, aux nos  85-87 rue du Faubourg-Saint-Martin, et devient le premier fabricant français de meubles.
Il demande à son beau-frère Marcel Bleustein-Blanchet, pionnier du métier de publicitaire, futur fondateur du groupe Publicis, de l'aider dans la promotion de son affaire.

### Le camp Lévitan
En 1940, les Allemands confisquent le magasin Lévitan avec tout son inventaire, y compris les caisses enregistreuses. Les meubles sont envoyés en Allemagne.
Le magasin devient un camp de travail forcé, le Lager-Ost (camp est), annexe parisienne de Drancy. Les trois premiers étages sont utilisés pour la marchandise ; le 4e est transformé en un dortoir rudimentaire pour les 795 prisonniers juifs sélectionnés du camp de Drancy.
Le 18 juillet 1943, cent vingt internés juifs sont transférés du camp de Drancy au magasin Lévitan. Ils sont les premiers détenus de trois camps satellites dans Paris : Lévitan, Austerlitz et Bassano.
De juillet 1943 à août 1944, environ 800 prisonniers vont constituer la main d'œuvre de travail forcé, d'une durée de quelques semaines à un an. Cent soixante-quatre de ces prisonniers sont déportés.

### Après la guerre
L'immeuble est rendu à Wolff Lévitan après la Seconde Guerre mondiale.
Il meurt à son domicile du 16e arrondissement de Paris le 26 avril 1965 ,. Il est inhumé au cimetière parisien de Bagneux.

## Postérité
L'entreprise décline au milieu des années 1970. En 1990, l'immeuble est vendu. Les lieux sont à l'abandon jusqu'en 2000.
Ironie de l'histoire, la société BETC, agence de publicité filiale de Havas, un des principaux concurrents de Publicis, est aujourd'hui installée dans l'ancien immeuble Lévitan,. En 2017, Leboncoin s’installe également dans les locaux.